# ISO 3166-2:PL
ISO 3166-2 données pour la Pologne

## Mise à jour
```
ISO 3166-2:2000-06-21
 n°1
```

## Voïvodies (16)

### Codes ISO actuels
| Code                                                                  | Voïvodie            | Nom en français       |
| --------------------------------------------------------------------- | ------------------- | --------------------- |
| PL-02                                                                 | Dolnośląskie        | Basse-Silésie         |
| PL-04                                                                 | Kujawsko-pomorskie  | Couïavie-Poméranie    |
| PL-06                                                                 | Lubelskie           | Lublin                |
| PL-08                                                                 | Lubuskie            | Lubusz                |
| PL-10                                                                 | Łódzkie             | Łódź                  |
| PL-12                                                                 | Małopolskie         | Petite-Pologne        |
| PL-14                                                                 | Mazowieckie         | Mazovie               |
| PL-16                                                                 | Opolskie            | Opole                 |
| PL-18                                                                 | Podkarpackie        | Basses-Carpates       |
| PL-20                                                                 | Podlaskie           | Podlachie             |
| PL-22                                                                 | Pomorskie           | Poméranie             |
| PL-24                                                                 | Śląskie             | Silésie               |
| PL-26                                                                 | Świętokrzyskie      | Sainte-Croix          |
| PL-28                                                                 | Warmińsko-mazurskie | Varmie-Mazurie        |
| PL-30                                                                 | Wielkopolskie       | Grande-Pologne        |
| PL-32                                                                 | Zachodniopomorskie  | Poméranie-Occidentale |
| source (en) « PL - Poland », sur iso.org (consulté le 9 février 2020) |                     |                       |

### Codes avant le 26 novembre 2018
| Code  | Voïvodie            | Nom en français       |
| ----- | ------------------- | --------------------- |
| PL-DS | Dolnośląskie        | Basse-Silésie         |
| PL-KP | Kujawsko-pomorskie  | Couïavie-Poméranie    |
| PL-LU | Lubelskie           | Lublin                |
| PL-LB | Lubuskie            | Lubusz                |
| PL-LD | Łódzkie             | Łódź                  |
| PL-MA | Małopolskie         | Petite-Pologne        |
| PL-MZ | Mazowieckie         | Mazovie               |
| PL-OP | Opolskie            | Opole                 |
| PL-PK | Podkarpackie        | Basses-Carpates       |
| PL-PD | Podlaskie           | Podlachie             |
| PL-PM | Pomorskie           | Poméranie             |
| PL-SL | Śląskie             | Silésie               |
| PL-SK | Świętokrzyskie      | Sainte-Croix          |
| PL-WN | Warmińsko-mazurskie | Varmie-Mazurie        |
| PL-WP | Wielkopolskie       | Grande-Pologne        |
| PL-ZP | Zachodniopomorskie  | Poméranie-Occidentale |